# Język scytyjski
Język scytyjski – język z grupy wschodnioirańskiej, używany w starożytności w Scytii (obecnie Ukraina, południowa Rosja i Kazachstan), spokrewniony z językiem sogdyjskim i językiem sakijskim. Po najeździe Hunów zastąpiony przez języki tureckie. Współcześnie jego jedyną pozostałością jest język osetyjski.

### Inskrypcja z Saqqez
W miejscowości Saghghez w irańskim Kurdystanie znaleziono inskrypcję sporządzoną po scytyjsku za pomocą hieroglifów hetyckich:
| Transliteracja: | pa-tì-na-sa-nà tà-pá wa-s₆-na-m₅ XL was-was-ki XXX ár-s-tí-m₅ ś₃-kar-kar (HA) har-s₆-ta₅ LUGAL \| par-tì-ta₅-wa₅ ki-ś₃-a₄-á KUR-u-pa-ti QU-wa-a₅ \| i₅-pa-ś₂-a-m₂ |
| Transkrypcja:   | patinasana tapa. vasnam: 40 vasaka 30 arzatam šikar. UTA harsta XŠAYAL. \| Partitava xšaya DAHYUupati xva\|ipašyam                                                |
| Tłumaczenie:    | „Dostarczono posiłek. Wartość: 40 cieląt 30 srebrnych szekli. I był on zaprezentowany królowi. \| Król Partitava, pan własności ziemskiej.”                       |

### Nazwy miejscowe
Nazwy rzek, takie jak Don, Dniestr, Dniepr i Dunaj w południowo-wschodniej Europie mają najprawdopodobniej scytyjskie pochodzenie (porównaj awestyjskie dānu „woda”, jasyjskie dan „woda" i osetyjskie don „woda").

### DziejeHerodota
Herodot wymienia w swych Dziejach trochę scytyjskich wyrazów:
- Oiorpata „Amazonki” – złożenie wyrazów oior „mężczyzna” (awestyjskie vīra) i pata „zabić" (sanskryckie pātayati „upaść”)
- arimaspoi „jednooki” – złożenie arima „jeden” (osetyjskie ærmæst „tylko”) i spu „oko” (sanskryckie spaś)
- kánnabis – konopie używane przez Scytów[1]

Herodot wymienia też scytyjskich bogów:
- Papaios – najwyższy bóg panteonu, może z awestyjskiego pā „chronić”
- Api – por. awestyjskie āp „woda”
- Artimpasa – por. osetyjskie art „ogień”
- Goitosyros – por. awestyjskie gaēθa- „zwierzę” + sūra „bogaty”
- Tabiti – por. Tapatī „płonąca” w hinduskiej Mahabharacie, sogdyjskie tābnāk "płonący"[2]
- Thagimasadas